# Šlapanice (Boêmia Central)
Šlapanice é uma comunas checa localizada na região da Boêmia Central, distrito de Kladno.